# Alan Souza
Alan Ferreira de Souza, mais conhecido como Alan (Rio de Janeiro, 21 de Março de 1994), é um voleibolista brasileiro que atua como oposto. Atualmente, joga pelo time do Sada Cruzeiro e defende a Seleção Brasileira.

## Carreira
Iniciou na prática do voleibol aos catorze anos de idade durante a aula de educação física na Escola Municipal Maria da Conceição Cardoso, situada em Nilópolis, já com boa estatura vislumbrou uma carreira profissional e aliado ao incentivo do professor matriculou-se na escolinha de voleibol do Botafogo de Futebol e Regatas, em meio as dificuldades em conciliar estudos e outros entraves, surgiu aos dezessete anos uma proposta para mudar para Minas Gerais e defender as categorias de base do Sada Cruzeiro Vôlei, então aceitou e neste permaneceu vinculado por seis anos e conseguiu sua independência financeira.
Em 20 de maio de 2021, o Kuzbass Kemerovo anunciou a contratação de Alan Souza. No dia 26 de novembro de 2021, Alan Souza rescindiu seu contrato com Kuzbass de forma amigável, após Alan sofrer uma lesão em um dos pés.
Em 18 de maio de 2022, Alan foi anunciado como maior contratação da história do Blumenau.
Em 2 de março de 2023, Alan foi contratado pelo Olsztyn, da Polônia por uma temporada.

## Clubes
| Clube         | País    | De   | Até  |
| Sada/Cruzeiro | Brasil  | 2011 | 2012 |
| Olympico      | Brasil  | 2012 | 2013 |
| Sada/Cruzeiro | Brasil  | 2013 | 2017 |
| Sesi-SP       | Brasil  | 2017 | 2020 |
| Kuzbass       | Rússia  | 2021 | 2021 |
| Blumenau      | Brasil  | 2022 | 2023 |
| Olsztyn       | Polónia | 2023 | -    |

## Títulos e resultados
Sada/Cruzeiro
- 2017 - Campeão do Campeonato Sul-Americano de Clubes de Voleibol Masculino
- 2016-17 - Campeão da Superliga Brasileira de Voleibol Masculino
- 2016 - Campeão do Campeonato Mundial de Clubes de Voleibol Masculino
- 2016 - Campeão do Campeonato Sul-Americano de Clubes de Voleibol Masculino
- 2016 - Campeão da Copa Brasil de Voleibol Masculino
- 2016 - Campeão do Campeonato Mineiro de Voleibol
- 2015/16 - Campeão da Superliga Brasileira de Voleibol Masculino
- 2015 - Campeão do Campeonato Mundial de Clubes de Voleibol Masculino
- 2015 - Campeão do Campeonato Mineiro de Voleibol
- 2014-15 - Campeão da Superliga Brasileira de Voleibol Masculino
- 2014 - Campeão do Campeonato Sul-Americano de Clubes de Voleibol Masculino
- 2014 - Campeão do Campeonato Mineiro de Voleibol

Seleção Brasileira
- 2019 - Campeão da Copa do Mundo de Voleibol Masculino
- 2019 - Campeão do Campeonato Sul-americano de Voleibol Masculino
- 2015 - Campeão da Copa Pan-Americana de Voleibol Masculino
- 2013 - Campeão do Campeonato Mundial de Voleibol Masculino Sub-23[6]

## Premiações individuais
- 2019 - MVP da Copa do Mundo
- 2019 - MVP do Campeonato Sul-Americano
- 2018-19 - Melhor oposto da Superliga Brasileira A[7][8][9][10]
- 2018 - Melhor oposto da Copa Pan-Americana
- 2015 - MVP da Copa Pan-Americana
- 2023 - Melhor oposto do Campeonato Sul-Americano